# Anne van Drumpt
Anne van Drumpt (8 de abril de 1984) es una deportista neerlandesa que compitió en remo. Ganó una medalla de plata en el Campeonato Mundial de Remo de 2003, en la prueba de cuatro scull ligero.

## Palmarés internacional
| Campeonato Mundial | Campeonato Mundial | Campeonato Mundial | Campeonato Mundial  |
| Año                | Lugar              | Medalla            | Prueba              |
| ------------------ | ------------------ | ------------------ | ------------------- |
| 2003               | Milán (Italia)     | Medalla de plata   | Cuatro scull ligero |